# 杉本末雄
杉本 末雄（すぎもと すえお、1946年11月15日 - ）は、日本のシステム制御工学者。立命館大学理工学部教授を経て立命館大学特任教授、名誉教授。「確率システム理論とその応用」、「信号・画像処理」の研究に従事、衛星測位システム（GNSS）アルゴリズムの研究で著名。

## 略歴
- 1962年3月：大阪市立船場中学校卒業。
- 1965年3月：大阪府立清水谷高等学校卒業。
- 1969年3月：京都工芸繊維大学工芸学部生産機械工学科卒業。
- 1971年3月：京都工芸繊維大学大学院 工芸学研究科修士課程 生産機械工学専攻修了、（工学修士）。
- 1974年6月：Polytechnic Institute of New York（現，NYU Polytechnic School of Engineering、旧　Polytechnic Institute of Brooklyn）電気工学科システム科学専攻　博士課程修了、（Ph.D.）。
- 1974年12月：大阪大学工学部応用物理学科助手、同工学部内講師を経て、
- 1988年4月：立命館大学理工学部電気工学科助教授。
- 1990年4月：同学科（現，電気電子工学科）教授となり、2012年3月退職、立命館大学名誉教授。
- 2012年4月：立命館大学特任教授。2017年3月特任教授退任
- 2017年7月：測位技術振興会(SAPT)会長就任

この間，
- 1980年9月-1981年8月： University of California, Davis 校，Visiting Assistant Prof.。
- 1986年7月-8 月 Polytechnic University(現、NYU Polytechnic School of Engineering), Visiting Lecturer。